# 192-es busz (Budapest)
A budapesti 192-es jelzésű autóbusz Rákosszentmihály, MÁV-állomás és Rákoskeresztúr, városközpont között közlekedett. A vonalat a Budapesti Közlekedési Zrt. üzemeltette.

## Története
1960. augusztus 20-án 92A jelzéssel indítottak új járatot a Rákosszentmihály, MÁV-állomás és Rákoskeresztúr, Ferihegyi út között, az alapjárattal csak Cinkotáig egyezett az útvonala, onnan a Simongát utcán és a Cinkotai úton érte el Rákoskeresztúrt. Jelzése 1962. április 24-én 92Y-ra módosult. 1963. november 11-étől csak Rákosszentmihály és a Petőfi-kert között közlekedett, majd 1964. június 21-én megszűnt. 1966. november 28-án indították újra Rákosszentmihály, MÁV-állomás és Rákoskeresztúr, Ferihegyi út között. Jelzése 1977. január 1-jén 192-esre változott.
A vonalnak hálózati szempontból nem volt nagy jelentősége a ritka követési idők miatt. Hétköznap csúcsidőszakban 30-60 percenként közlekedett, míg hétvégén 1-2 indulása volt összesen. 2007. augusztus 21-étől a hosszabb útvonalon közlekedő 46-os busz közlekedik helyette, lényegesen sűrűbb menetrenddel.

## Útvonala
| Rákoskeresztúr, városközpont felé | Rákosszentmihály, MÁV-állomás felé |
| --- | --- |
| Rákosszentmihály, MÁV-állomás vá. – Csömöri út – Mátyás király utca – Arany János utca – Margit utca – Baross Gábor utca – Veress Péter út – Zsélyi Aladár út – Újszász utca – Somkút utca – Vidám vásár utca – Simongát utca – Cinkotai út – Pesti út – Rákoskeresztúr, városközpont vá. | Rákoskeresztúr, városközpont vá. – Ferihegyi út – XVII. utca – Gyöngytyúk utca – Cinkotai út – Simongát utca – Vidám vásár utca – Somkút utca – Újszász utca – Pilóta utca – Veress Péter út – Baross Gábor utca – Margit utca – Arany János utca – Mátyás király utca – Csömöri út – Rákosszentmihály, MÁV-állomás vá. |

## Megállóhelyei
| 0  | Rákosszentmihály, MÁV-állomás végállomás                | 35 | 92, 177                                                              |
| 0  | Pálya utca                                              | 34 | 31, 92, 130, 131, 177                                                |
| 1  | Rákóczi út (↓) Batthyány utca (↑)                       | 33 | 31, 77, 92, 130, 131, 177                                            |
| 2  | József utca                                             | 32 | 31, 92, 130, 131                                                     |
| 3  | János utca                                              | 31 | 31, 130, 131, 144, 144                                               |
| 4  | Diófa utca (↓) György utca (↑)                          | 30 | 31, 130, 144, 144                                                    |
| 5  | Mátyás király utca (↓) Rákosszentmihály, Csömöri út (↑) | 29 | 31, 44, 144, 144                                                     |
| 5  | Szent korona utca                                       | 29 | 44, 144                                                              |
| 6  | Rákosi út (↓) Mátyás király utca 71. (↑)                | 28 | 44, 144, 144                                                         |
| 6  | Ida utca                                                | 27 | 44, 144                                                              |
| 7  | Budapesti út                                            | 26 | 44, 144                                                              |
| 8  | Sasvár utca                                             | 25 | 44, 44A, 144                                                         |
| 9  | Margit utca (↓) Arany János utca (↑)                    | 24 | 44, 44A, 144                                                         |
| 10 | Gida utca                                               | 23 | 44, 44A                                                              |
| 12 | Corvin utca (↓) Veres Péter út (↑)                      | 20 | Gödöllői és csömöri HÉV 44, 44A, 76, 92                              |
| 13 | Újszász utca                                            | ∫  | 45                                                                   |
| ∫  | Hunyadvár utca                                          | 19 |                                                                      |
| 14 | Pilóta utca                                             | 18 | 45                                                                   |
| 15 | Íjász utca (↓) Diósy Lajos utca (↑)                     | 18 | 45                                                                   |
| 16 | Bökényföldi út                                          | 17 | 45, 76                                                               |
| 17 | Papír utca (↓) Csinszka utca (↑)                        | 16 | 45                                                                   |
| 18 | Farkashalom utca                                        | 15 | 45                                                                   |
| 19 | Anilin utca                                             | 15 | 45                                                                   |
| 19 | Cinke utca                                              | 14 | 45                                                                   |
| 20 | Georgina utca (↓) Vidám vásár utca (Georgina utca) (↑)  | 13 | 45, 92                                                               |
| 21 | Simongát utca (↓) Nagytarcsai út (↑)                    | 12 |                                                                      |
| 22 | Erdei bekötőút                                          | 10 |                                                                      |
| 23 | Cinkotai autóbuszgarázs                                 | 8  | 76, 180                                                              |
| 24 | Vidor utca                                              | 6  | 76, 180                                                              |
| ∫  | Cinkotai út                                             | 5  | 76, 176, 180                                                         |
| ∫  | Tarack utca                                             | 4  | 76, 176, 180                                                         |
| ∫  | XVII. utca                                              | 3  | 76, 176, 180, 198                                                    |
| ∫  | Hősök tere                                              | 2  | 76, 176, 180, 198                                                    |
| ∫  | IV. utca                                                | 2  | 76, 176, 198                                                         |
| ∫  | Rákosliget, MÁV-állomás                                 | 1  | 76, 176, 180, 198 Rákosliget                                         |
| 25 | Gyöngytyúk utca                                         | ∫  | 76, 176, 180                                                         |
| 26 | Liget sor                                               | ∫  | 76, 176, 180                                                         |
| 27 | Bakancsos utca                                          | ∫  | 61, 61E, 62, 80, 180, Keresztúr                                      |
| 28 | Földműves utca                                          | ∫  | 61, 61E, 62, 80, 180, Keresztúr                                      |
| 29 | Rákoskeresztúr, városközpont végállomás                 | 0  | 61, 61E, 62, 69, 69A, 80, 97, 98, 161, 162, 180, 198, 297, Keresztúr |